# Letiště Teherán-Mehrabád
Letiště Teherán-Mehrabád (persky فرودگاه مهرآباد‎, IATA: THR, ICAO: OIII) je letiště, které obsluhuje město Teherán v Íránu. Bývalo hlavním letištěm pro Teherán jak pro domácí, tak i mezinárodní lety, ale později bylo ve většině mezinárodních letů vystřídáno novým letištěm Imáma Chomejního. Nicméně je Mehrabád stále nejvytíženějším letištěm v Íránu pokud jde o počet cestujících nebo pohyby letadel. Např. roku 2014 tudy prošlo 13 617 094 cestujících.
Letiště je schopné pojmout velkokapacitní letouny jako Boeing 747 a Airbus A340-600. Vedle toho letiště slouží pro lety hlavy státu nebo členů vlády.